# 빌 프리스트
윌리엄 해리슨 "빌" 프리스트(1952년 2월 22일 ~ )는 미국의 내과의사이며, 사업가이자 정치가이다. 그는 직장생활을 영리 의료법인 체인인 미국 병원 법인(Hospital Corporation of America)의 상속자이자 대주주로서 시작했다.. 프리스트는 나중에 테네시주에서 미국 상원의원으로 두 번 당선되어 활동했다. 그는 2003년부터 2007년까지 미국 공화당의 원내대표로 활동했다.

## 어린 시절과 의료 활동
프리스트는 테네시주 내슈빌에서 토마스 피안 프리스트(Thomas Fearn Frist Sr)와 도로시 케이트 프리스트 사이의 아들로 태어났다. 그는 4대째 테네시주 거주민이었다. 그의 고조 할아버지는 테네시 주의 도시인 채터누가를 설립한 사람들 중 한 명이었으며, 그의 아버지는 의사이자 영리 의료법인인 미국 병원 법인의 설립자이었다. 빌 프리스트의 형제인 토마스 프리스트 주니어는 1997년에 미국 병원 법인의 회장이 되었다.
프리스트는 테네시주 내슈빌에 있는 몽고메리 벨 아카데미를 졸업했고 1974년에 프린스턴 대학교에 들어가 우드로 윌슨 스쿨에서 의료 보건 정책을 전공하였다. 1972년에 그는 테네시주 하원의원인 조 에빈스와 함께 하는 하계 인턴십에 참여했으며, 그곳에서 에빈스 의원으로부터 만약에 그가 정치를 하기 원한다면 우선 정치 바깥에서 직업을 가져야한다는 조언을 들었다. 프리스트는 하버드 의학대학원에 진학했으며, 거기에서 1978년에 의학박사(M.D.) 학위를 받았다.
프리스트는 1977년에 매사추세츠 종합병원에 있는 존 파월 주니어 박사의 연구실에 들어갔다. 그곳에서 그는 심장혈관 생리학 분야에 관한 훈련을 계속했다. 그는 1978년에 그 실험실을 떠나 매사추세츠 종합병원 외과 수술실의 레지던트가 되었다. 1983년에 그는 사우샘프턴 종합병원에서 흉부외과 선임 등록의로 활동했다. 그는 1984년에 흉부외과 수석 전공의이자 전임의로서 매사추세츠 종합병원으로 돌아왔다. 1985년부터 1986년까지 프리스트는 스탠퍼드 대학교 의과대학에서 흉부외과 선임 전임의이자 수석 전공의로 일했다. 경쟁을 거쳐 그는 밴더빌트 대학교 의학센터의 학부 교수가 되었고, 그곳에서 그는 심장과 폐 이식 프로그램을 시작하였다.
그는 또한 내슈빌 재향군인 관리국 병원의 외과의가 되었다. 1989년에 그는 밴더빌트 이식 센터를 설립했다.
그는 내과의사 자격도 취득했으며, 일반 수술과 흉부 수술 모두에 대한 자격증을 갖고 있다. 그는 150번이 넘는 심장이식과 폐 이식 수술을 집도했다.

## 정치 입문
1990년에 프리스트는 전직 상원 다수당 원내대표이었던 하워드 베이커를 만나 공직 진출 가능성을 알아보았다. 베이커는 그에게 상원의원에 도전하라고 조언했고, 1992년에 프리스트를 1994년 상원의원 선거를 위한 예비 후보로 추천하였다. 프리스트는 지지자를 모으기 시작했다. 그는 테네시 주지사의 국민 의료 보조 특별 전문 위원회에 1992년부터 1993년까지 참여하였고, 공화당 국가 위원회의 의료 보험 연합의 국가 조정위원회에 참여했으며, 조지 H.W. 부시와 댄 콰일의 1992년 선거 운동 때 테네시 주의 담당자이었다. 정치에 입문하기 위한 준비의 일환(一環)으로, 1993년 12월에 그는 가문의 전통을 따라 1980년대에 가입하였던 내슈빌의 인종 분리 모임인 벨 미드 컨트리 클럽에서 탈퇴하였다.

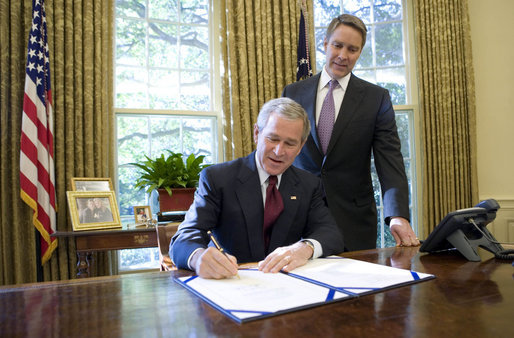
상원의원 빌 프리스트가 지켜보는 가운데 조지 W. 부시 대통령이 법안에 서명하고 있다.

1994년 선거 유세 기간동안에 프리스트는 재선된 이후에는 선거에 나오지 않겠다고 약속했다. 그는 상대 후보인 현직 상원의원 짐 새서를 "워싱턴 DC에 테네시의 돈을 보낸" 혐의로 고소하였고, "내가 심장과 폐를 옮기며 테네시 사람들을 치료하는 동안에, 짐 새서는 테네시인들의 지갑을 워싱턴에 있는 메리언 베리의 집으로 옮겼다"고 말했다. 선거 운동 기간에 그는 새서가 상원 다수당 대표 자리에 도전하는 것 또한 비판하면서, 그의 상대자가 테네시의 사업보다 상원 의회의 일을 하는데 더 많은 시간을 보낸 것이라고 주장했다. 프리스트는 새서를 13% 차이로 앞섰고, 선거에서 승리하여 1938년 6월 17일에 로열 S. 코프랜드가 죽은 이후에 첫 번째 외과의사 출신 상원의원이 되었다.
2000년 미국 상원의원 선거에서 프리스트는 66%를 득표하여 손쉽게 승리하였다. 1990년 상원의원 선거에서 70%를 얻은 앨 고어가 미국 전체에서 가장 높은 득표율 기록을 갖고 있지만, 프리스트는 테네시주 역사상 주 전체 후보로는 가장 많은 표를 얻은 정치인이다. 프리스트의 2000년 선거 조직은 1994년도 선거 조직으로부터 144만 달러를 제공받은 혐의로 중앙 선관위에 벌금을 내야 했다.

## 국가적 관심
프리스트가 1998년에 있었던 미국 국회의사당 총기 사고 때문에 처음으로 주목을 받게 되었다. 이 사건은 러셀 유진 웨스턴 주니어가 1998년에 미국 국회의사당에 들어가 두 명의 경찰관을 총으로 쏜 일이었다. 프리스트는 사건 현장에 가장 가까이 있었던 의사로서 즉시 응급처치를 했고, 두 명의 경찰관을 살리지는 못했지만, 범인인 웨스턴을 구할 수 있었다. 그는 또한 2001년 탄저균 공격 때에 미국 국회의 대변인으로 활동했다.

## 역대 선거 결과
| 선거명      | 직책명                  | 대수  | 정당   | 득표율 | 득표수      | 결과 | 당락                   |
| ----------- | ----------------------- | ----- | ------ | ------ | ----------- | ---- | ---------------------- |
| 1994년 선거 | 상원의원 (테네시 제1부) | 104대 | 공화당 | 56.35% | 834,226표   | 1위  | 테네시주 상원의원 당선 |
| 2000년 선거 | 상원의원 (테네시 제1부) | 107대 | 공화당 | 65.10% | 1,255,444표 | 1위  | 테네시주 상원의원 당선 |